# Posy Simmonds
Rosemary Elizabeth "Posy" Simmonds (Berkshire, 9 de agosto de 1945) es una caricaturista de prensa británica, escritora e ilustradora de libros para niños y novelas gráficas. Es conocida por su larga colaboración con The Guardian para el que ilustró las series Gemma Bovery (2000) y Tamara Drewe (2005-2006), ambas publicadas más tarde en formato libro.En un estilo en el que mezcla bloques de texto con  imágenes, Simmonds ejerce una sátira sutil  a las clases medias inglesas, especialmente aquellas con tendencias literarias, y plasma a la perfección la vida social de la burguesía británica obsesionada con la apariencia. En 2024, su obra recibió el Gran Premio de la Ciudad de Angulema durante el festival internacional del cómic.

## Trayectoria
Posy Simmonds nació en Berkshire y se educó en Queen Anne's School, Caversham. Estudió en la Sorbona antes de regresar a Londres para asistir a la Escuela Central de Arte y Diseño. En 1969 comenzó su carrera periodística, dibujando la viñeta diaria "Bear" en The Sun. De 1968 a 1970 publicó sus ilustraciones humorísticas en The Times.También colaboró con Cosmopolitan y con  la revista Black Dwarf, de Tariq Ali. En 1972 pasó a ser ilustradora de The Guardian.
En mayo de 1977 comenzó a dibujar una tira cómica semanal para The Guardian, inicialmente titulada The Silent Three of St Botolph's (Las tres silenciosas de St. Botolph) como homenaje a la tira de los años cincuenta The Silent Three, de Evelyn Flinders. Empezó como una parodia tonta de aventuras de niñas que hacían comentarios satíricos sobre la vida contemporánea. La tira pronto se centró en la vida ulterior de tres compañeras del colegio de mediados de siglo, de clase media y mediana edad: Wendy Weber, antigua enfermera, casada con el profesor de sociología George, con una gran prole; Jo Heep, casada con el vendedor de whisky Edmund, con dos adolescentes rebeldes; y Trish Wright, casada con el ejecutivo publicitario mujeriego Stanhope, con un bebé pequeño. La tira, finalmente sin título, y generalmente conocida como "Posy", se publicó hasta finales de la década de 1980. Posteriormente se recogió en varios libros: El diario de la Sra. Weber, Pick of Posy, Very Posy y Pure Posy, y en la novela gráficaTrue Love, una obra original  con los mismos personajes. Sus caricaturas para The Guardian y The Spectator fueron recopiladas como Mustn't Grumble en 1993.
En 1981, Simmonds fue nombrada humorista gráfica del año en los British Press Awards.Entre 1982 y 1983 contribuyó con una tira regular a toda página en la revista Harper's Magazine de los Estados Unidos. Posteriormente,  Simmonds se dedicó a escribir e ilustrar libros para niños. Fred, la historia de un gato con una vida secreta, que luego filmó como Famous Fred y fue nominada al Oscar al Cortometraje de Animación y a varios premios BAFTA. Otros libros infantiles suyos son Lulu and the Flying Babies,The Chocolate Wedding y Lavender.
A finales de la década de los noventa, Posy volvió a las páginas de The Guardian con Gemma Bovery, una reelaboración de Madame Bovary de Gustave Flaubert en una historia satírica de expatriados ingleses en Francia. Fue publicada como novela gráfica en 1999 y se convirtió en un largometraje, dirigido por Anne Fontaine en 2014.Literary Life apareció en la sección "Review" de The Guardian todos los sábados desde noviembre de 2002 hasta diciembre de 2004. Más tarde se publicó una edición completa de las viñetas de Literary Life.
La serie de Posy Tamara Drewe para The Guardian (2005-2006) debutó en la sección Review el 17 de septiembre de 2005, el primer periódico de los sábados tras el relanzamiento de The Guardian en formato berlinés. Terminó, con el episodio 109 y un epílogo, el 2 de diciembre de 2006 y se publicó como libro en 2007. En 2010 la historia fue adaptada para un largometraje con el mismo nombre, dirigido por Stephen Frears a partir del guion de Moira Buffini, protagonizada por Gemma Arterton.
En 2007, hizo las ilustraciones de los títulos iniciales de la producción de la BBC Cranford, de Elizabeth Gaskell, y de Midsummer Nights, un volumen de cuentos relacionados con la ópera de destacados escritores, publicado en 2009 para conmemorar el 75 aniversario de la Ópera de Glyndebourne Festival. Recibió la Orden del Imperio Británico en 2002 por sus servicios a la industria periodística.Tras haber sido nominada en 2001 por Gemma Bovery, Simmonds ganó el Premio de la crítica de la Asociación francesa de críticos de cómics y periodistas en 2009, por su obra Tamara Drewe.
En 2024 fue galardonada con el Gran Premio de la Ciudad de Angulema, en reconocimiento de toda su trayectoria.

## Publicaciones (selección)
- The Posy Simmonds Bear Book (1969).
- Bear (1974).
- More Bear (1975).
- Mrs Weber (1979).
- True Love (1981).
- Pick of Posy (1982).
- Very Posy (1985).
- Pure Posy (1987).
- Mustn't Gumble (1993).
- Gemma Bovery (1999). Traducido al castellano por Regina López Muñoz, Salamandra  Graphic, 2021. ISBN: 978-84-18347-28-3
- Literary Life (2003). Traducción al castellano: El mundillo literario, Salamandra Graphic, 2022. [11]ISBN : 978-84-18347-67-2
- Tamara Drewe (2007). Traducido al castellano por Regina López Muñoz, Salamandra  Graphic, 2021. ISBN: 978-84-18347-27-6
- Cassandra Darke (2018). Traducción al castellano: Salamandra  Graphic, 2020. ISBN: 978-84-16131-52-5

### Libros infantiles
- Fred (1987).
- Lulu y los bebés voladores (1988).
- La boda de chocolate (1990).
- Matilda: quien dijo mentiras y fue quemada hasta morir (1991).
- Bouncing Buffalo (1994).
- F-Freezing ABC (1996).
- Cautionary Tales And Other Verses (1997).
- Mr Frost (2001, en Little Litt # 2).
- Lavanda (2003).
- El gato panadero (2004).

## Guiones de cine y televisión
- El príncipe rana (1984).
- Tresoddit para Pascua (1991).
- Famous Fred (1996).